# Calciumhydrogenphosphat
Calciumhydrogenphosphat, auch Dicalciumphosphat genannt, ist ein Calciumsalz der ortho-Phosphorsäure, gehört zu den Phosphaten und hat die Zusammensetzung CaHPO4. Die anderen Calciumsalze der Phosphorsäure sind das Calciumphosphat und das Calciumdihydrogenphosphat.

## Vorkommen und Darstellung
In der Natur kommt Calciumhydrogenphosphat in unterschiedlichen Modifikationen vor. Wasserfreies Calciumhydrogenphosphat kommt in der Natur als Monetit  vor, das Dihydrat (CaHPO4·2H2O) ist als Brushit bekannt. Die Abspaltung des Kristallwassers des Dihydrats erfolgt bei 109 °C. Technisch wird Calciumhydrogenphosphat durch Umsetzung von Calciumhydroxid mit Phosphorsäure bei hohen Temperaturen hergestellt.
{\displaystyle \mathrm {Ca(OH)_{2}+\ H_{3}PO_{4}\longrightarrow \ CaHPO_{4}+2\ H_{2}O} }

## Verwendung
Calciumhydrogenphosphat ist ein Säureregulator und wird beispielsweise in der Lebensmittelindustrie für Kirschkuchenfüllungen in Dosen verwendet.
Die Haltbarkeit von Kartoffelprodukten wird erhöht und sie werden aufgehellt. Die Cremigkeit von Schmelzkäse wird erhöht. In der Backindustrie dient es als Emulgator. Bei Zugabe von Calciumhydrogenphosphat kann der Wassergehalt von Schinken und Brühwurst erhöht werden.
Calciumhydrogenphosphat ist zusammen mit Calciumdihydrogenphosphat und Calciumphosphat in der EU als Lebensmittelzusatzstoff unter der gemeinsamen Nummer E 341 („Calciumphosphate“) für bestimmte Lebensmittel mit jeweils unterschiedlichen Höchstmengenbeschränkungen auch für Öko-Lebensmittel zugelassen. Nach der Zusatzstoff-Zulassungsverordnung sind dies – für die meisten zugelassenen Phosphate weitgehend einheitliche – einzelne Festlegungen für eine breite Palette mit zahlreichen unterschiedlichen Lebensmittelsorten. Die zugelassenen Höchstmengen variieren von 0,5 bis hin zu 50 Gramm pro Kilogramm (in Getränkeweißer für Automaten) oder auch dem Fehlen einer festen Beschränkung (quantum satis – nach Bedarf, bei Nahrungsergänzungsmitteln und teils bei Kaugummis).
Es wurde eine erlaubte Tagesdosis von 70 Milligramm pro Kilogramm Körpergewicht für die Gesamtmenge aufgenommener Phosphorsäure und Phosphate festgelegt.
In geringeren Mengen wird es zur Schädlingsbekämpfung gegen Kornkäfer und Motten benutzt.
Es wird auch als Futtermittelzusatzstoff verwendet und ist in vielen Düngemitteln, Calcium-Präparaten und Zahncremes enthalten.